# سعيد أنور (لاعب كريكت)
سعيد أنور (6 سبتمبر 1968 في باكستان - ) (بالأردوية: سعید انور)‏ (بالإنجليزية: سعید انور)‏ هو لاعب كريكت باكستاني. شارك مع منتخب باكستان للكريكت.

## وصلات خارجية
- سعيد أنور (لاعب كريكت) على موقع إي آس بي آن كريك إنفو (الإنجليزية)